# 4652 Янніні
4652 Янніні (4652 Iannini) — астероїд головного поясу, відкритий 30 серпня 1975 року.
Тіссеранів параметр щодо Юпітера — 3,297.